# Catarman, Bắc Samar

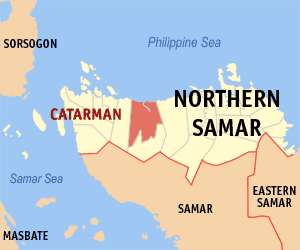
Bản đồ miền bắc Samar với vị trí của Catarman

Catarman là một second class đô thị in the tỉnh Bắc Samar. It is the capital municipality of the province. Theo điều tra dân số năm 2007, đô thị này có dân số 67.671 người trong 12,437 hộ.

## Barangay
Catarman được chia thành 55 barangay.
| - Aguinaldo - Airport Village - Baybay - Bocsol - Cabayhan - Cag-abaca - Cal-igang - Cawayan - Cervantes - Cularima - Daganas - Galutan - General Malvar - Guba - Gebalagnan (Hibalagnan) - Gebulwangan - Doña Pulqueria (Himbang) - Hinatad - Imelda (Elimbo) | - Lapu-lapu - Libert - Libjo (Binog) - Mabini - Macagtas - Mckinley - New Rizal - Old Rizal - Paticua - Polangi - Quezon - Salvacion - San Julian - Somoge - Tinowaran - Trangue - Washington - UEP I - UEP II - UEP III | - San Pascual - Bangkerohan - Acacia (Pob.) - Talisay (Pob.) - Molave (Pob.) - Yakal (Pob.) - Ipil-ipil (Pob.) - Jose Abad Santos (Pob.) - Kasoy (Pob.) - Lapu-lapu (Pob.) - Santol (Pob.) - Narra (Pob.) - Calachuchi (Pob.) - Sampaguita (Pob.) - Mabolo (Pob.) - Jose P. Rizal (Pob.) - Dalakit (Pob.) |